# 議院事務局
議院事務局（ぎいんじむきょく）は、日本においては、議院事務局法に基づいて衆議院、参議院の各議院に附置される国会の補佐機関である。同じ附置機関であって議員の立法活動を補佐することを目的とする議院法制局に対して、議院の日常の活動を直接補佐し、議院の事務を処理することを目的とする。衆議院に置かれるものが衆議院事務局、参議院に置かれるものが参議院事務局である。
その長は、国会法に基づいて各議院において国会議員以外から選出される議院の役員である事務総長である。また、国会法等に基づいて議院に置かれる参事その他の国会職員のうち、任命権者を事務総長とする者はみな議院事務局の職員とされている。

## 所掌事務
議院事務局の所掌事務には、次のようなものがある。
- 本会議、委員会等の議院に置かれる会議の運営を補佐する事務
- 各委員会に属する議員の日常的な政策立案を支援するための調査事務
- 議員や議員秘書の日常的な活動の補佐、議院及び事務局の運営に関する一般事務
- 議員の海外派遣、国際会議等議院の国際交流に関する事務
- 会議の速記、会議記録の作成に関する事務
- 議院警察に関する事務

## 組織

### 事務総長
事務総長は、各議院において議員以外の者から選挙される議院の職員である。ただ、両議院は議院規則で議員の動議により、選挙の手続きを省略して議長の指名に委任することができるとしており、実際には事務局のナンバー2である事務次長である参事から昇任する人事が行われている。
事務総長は、非議員でただ一人の議院の役員とされており、選挙の直後などで議長及び副議長が欠けたときは、後任が選挙されるまではその職務を代行する。
議院の事務一般に対する職権は、「議長の監督の下に、議院の事務を統理し、公文に署名する」ものとされている。公文に署名するとは、議院が発信する公式の文書について、議長の署名押印とは別に、末尾に事務総長が署名押印することを意味している。
事務総長は、非議員であっても議院における選挙により選出される議院の役員とされているため、待遇は非常に高く、給与は副大臣や内閣官房副長官と同額である。

### 部及び課
議院事務局の組織は、部及び課に分かれている。行政府の省庁と比較すると、局という単位が存在せず、局にあたるものが部になっている。各部課の分掌事務、各部の分課及び職員の配置は、事務総長が定める。
衆議院、参議院の事務局に共通する部は、議事部、委員部、記録部、警務部、庶務部、管理部、国際部の7部である。部のほかには、部に属さない課である秘書課が両院ともに、また憲法調査特別委員会及び憲法調査会に関する事務を行わせるため、衆議院には憲法調査特別委員会及び憲法調査会事務局、参議院には憲法調査会事務局が置かれている。これらに加え、衆議院事務局のみ、議会政治に関する歴史資料を保存するために憲政記念館を部級の組織として有する。
このほか、衆議院事務局は調査部門として衆議院調査局を、参議院事務局は常任委員会調査室をはじめ複数の調査室を持っている（後述）。

### 参事その他の職員
参事その他の職員は、議院の事務を行わせるために各議院に置かれる職員であり、別に議院法制局に置かれるものを除くすべてが議院事務局に所属する。
議長の同意及び議院運営委員会の承認を得て事務総長が任免する。現在では、議院事務局の常勤職員のうち、調査を担当する部署に所属する者以外のすべてが参事に任命されている。
事務総長を助け局務を整理し、各部課の事務を監督する事務次長（府省の事務次官相当）、各部の部務を掌理する部長（府省の局長相当）、各部の部長を助け部務を整理する副部長（府省の局次長相当）は、事務総長が議長の同意を得て参事の中から命ずる。いずれも行政の指定職に相当する待遇である。また、各課の課長は事務総長が参事の中から命ずるとされている。
議院の内部警察をつかさどる議院事務局職員である衛視は、事務総長が参事の中から衛視長、衛視副長、衛視を命じた者をいう。また、設置の根拠を議院事務局法にはもたないが、同じく議院事務局の特殊技能職員である国会速記者も参事である。

### 議長秘書・副議長秘書
議長秘書・副議長秘書は、議長・副議長の秘書事務を行う議院事務局の職員である。議院事務局法上はそれぞれ、「議長の秘書事務を掌る参事」、「副議長の秘書事務を掌る参事」という。各々は、議長、副議長の申出を受けて事務総長が任免するとされ、他の参事とは扱いが異なる。
議長秘書・副議長秘書は、行政府や司法府の各機関に置かれる秘書官に相当する役職である。秘書官が国家公務員法上の特別職であって分限や服務などが国家公務員法の規定をそのまま適用されないのと同様、国会職員法上も議長秘書・副議長秘書は同法の規定する分限及び保障、服務、懲戒等に関する規定を適用されないものとされている。

### 専門員、調査局長及び調査員
常任委員会専門員（府省の局長相当）と常任委員会調査員は、各議院の常任委員会に置かれる調査担当者である。専門員は常任委員長の命を、調査員は常任委員長及び専門員の命を受けて調査の事務を掌るとされているが、任命は、常任委員長の申出により議長の同意及び議院運営委員会の承認を得て事務総長が行う、議院事務局の職員である。また、衆議院事務局では調査部門の統括組織として衆議院調査局を設けており、その事務を行わせるために調査局長（府省の事務次官相当）、調査員その他所要の職員を置いている。
参議院では、常任委員会専門員と調査員は、各常任委員会に対応する常任委員会調査室を構成する。常任委員会調査室は各常任委員会の名称を関して「何某委員会調査室」と呼ばれ、室長は専門員があてられる。ただし、国家基本政策委員会に対応する調査室のみは企画調整室と称し、調査室間の総合調整にあたっている。また、参議院ではこのほかに、調査会に関する調査を行わせるため第一、第二、第三の各特別調査室を置いている。
衆議院では、常任委員会専門員を室長とする調査室がある点は参議院と同じであるが、これらは衆議院調査局の下に置かれている。